# Fondi
Fondi [fondí] (francosko Fondue), je švicarska, italijanska in francoska jed, pripravljena v posebni posodi, imenovani caquelon, nad gorilnikom, pri kateri koščke različne hrane z dolgimi vilicami pomakamo v topljen sir ali vroče olje. 

Od okoli 1950 se izraz fondi poleg sira nanaša tudi na drugačne jedi, pri katerih se hrana kuha v skupni posodi: čokoladni fondi, pri katerem se kose sadja potaplja v topljeno čokolado in t.i. burgundski fondi (fondue bourguignonne), pri katerem se kose mesa ocvre v zelo vročem olju.

## Etimologija
Fondi pomeni jed, enako pa ponekod poimenujejo tudi posodo v obliki manjšega kotlička/sklede z gorilnikom in vilicami za pripravo fondija. Izraz »fondue« izhaja iz francoskega glagola fondre, ki pomeni »topiti, taliti«.

## Zgodovina
Najstarejši znani recept za fondi s sirom je bil objavljen v leta 1699 v Zürichu izdani knjigi Käss mit Wein zu kochen. Prvi znani recept fondija, kot ga poznamo danes, s sirom in vinom ter brez jajc, je bil objavljen leta 1875, ter je bil uvrščen med švicarske narodne jedi. Navkljub sedanjim nepotrjenim, vendar ukoreninjenim povezavam fondija s kmečkim življenjem v Alpah, je bil fondi prvotno jed mestnih prebivalcev iz zahodnega, francosko govorečega dela Švice. Trde vrste sira, kot je npr. grojer, so bile pomembno trgovsko blago, ki si ga kmetje niso mogli privoščiti. Fondi kot švicarsko nacionalno jed je po Evropi in tudi v severni Ameriki promoviralo Švicarsko sirarsko združenje (Schweizerische Käseunion), v 1930-ih, z namenom, da bi povečalo porabo sirov.
Tudi Italijani imajo svojo različico Fondija, imenovano Fonduta, le da je njihova običajno pripravljena iz sira Fontina, z dodanimi tartufi.
Recepta za sirov in burgundski fondi sta  zapisana tudi v svetovno uveljavljenem gastronomskem učbeniku L'Art culinaire moderne, na Slovenskem znanem kot Veliki Pellaprat (COBISS), ki je izšel leta 1935.

## Priprava

### Priprava sirovega fondija
Različne vrste sira, ki se od kantona do kantona razlikujejo, izvirni fondi, ki naj nastal v kantonu Neuenburg, pa naj bi bil iz grojerja in ementalca. Sir naribamo v posodo, dodamo žlico škroba in premešamo, da se razporedi (lahko pa uporabimo že pripravljeno industrijsko mešanico, pakirano v vrečki). Posodo za fondi namažemo z maslom in natremo s česnom, vanjo denemo sir, ga zelo počasi topimo na ne previsoki temperaturi ter sproti mešamo z leseno žlico. Brž ko postane masa gosta in smetanasta, dodamo suho belo vino z več kisline in malo kirscha (češnjevo žganje) ali kakšne druge alkoholne pijače, ter po okusu muškatni orešček in beli poper ter jo mešamo dalje, dokler se sir popolnoma stopi v gladko in homogeno maso. Posodo s fondijem premestimo na podstavek nad gorilnik, kjer uravnamo plamen tako, da fondi več ne vre, vendar ostane vroč. V stopljeni fondi z dolgimi vilicami pomakamo majhne koščke narezanega kruha in/ali zelenjave.

### Priprava burgundskega fondija
Surovo meso narežemo na velike kocke in ga damo v primerni posodi na mizo. Posodo za fondi z vrelim oljem damo na podstavek z gorilnikom. V olje z dolgo vilico pomakamo za kratek čas koščke mesa, da se ocvrejo, in jih nato pomakamo še v eno izmed omak. Poleg omak damo k mesu še npr. vložene čebulice, kisle kumarice, rdečo peso, različno drugo zelenjavo ter kruh.